# Volo Aeroflot 7425
Il volo Aeroflot 7425 fa riferimento a un Tupolev Tu-154B-2, registrazione CCCP-85311, che gestiva un servizio passeggeri di linea nazionale Karshi – Ufa – Leningrado sotto la divisione uzbeka della compagnia aerea, che si schiantò vicino a Uchkuduk, RSS Uzbeka, il 10 luglio 1985. L'incidente uccise tutti i 200 occupanti a bordo. Gli investigatori stabilirono che l'affaticamento dell'equipaggio fu uno dei fattori che causarono l'incidente.

## Passeggeri ed equipaggio
Il volo Aeroflot 7425 aveva a bordo 139 adulti e 52 bambini. Il capitano era Oleg Pavlovič Belisov, il copilota era Anatolij Timofeevič Pozjumskij, il navigatore era Garri Nikolaevič Argeev e l'ingegnere di volo era Abduvahit Sultanovič Mansurov. C'erano cinque assistenti di volo in cabina.

## L'incidente
L'aereo stava coprendo la prima tratta del volo, volando a un'altitudine di 11 600 metri (38 100 ft)   a una velocità di soli 400 chilometri all'ora (220 kn), vicino alla velocità di stallo per quell'altitudine. La bassa velocità causò vibrazioni che la squadra aerea erroneamente ipotizzò fossero picchi del motore. Usando le leve di spinta per ridurre la potenza del motore al minimo, l'equipaggio causò un ulteriore calo della velocità a 290 km/h (160 kn). L'aereo rallentò fino a quasi fermarsi ed iniziò un avvitamento che si concluse con lo schianto vicino a Uchkuduk, RSS Uzbeka, a quel tempo nell'Unione Sovietica. Non ci furono sopravvissuti tra i 191 passeggeri e i 9 membri dell'equipaggio.
È il disastro aereo con più vittime nella storia dell'aviazione sovietica e uzbeka, in quella dell'Aeroflot e in quella del Tupolev Tu-154.

## Le cause
Il registratore vocale della cabina di pilotaggio del volo 7425 fu distrutto nell'incidente. Gli investigatori, con l'aiuto di alcuni psicologi, studiarono i fattori umani che portarono all'incidente aereo. Scoprirono che l'equipaggio del volo 7425 era molto affaticato al momento dell'incidente a causa dell'aver trascorso 24 ore all'aeroporto di partenza prima del decollo. Un altro fattore che influì furono le inadeguate normative per gli equipaggi che si trovavano in condizioni anomale durante il volo, come, ad esempio, uno stallo.